# Дану (индуизм)
Да́ну (санскр. dānu, «влага») — в ведийской мифологии воплощение первобытной воды, мать Вритры (демона хаоса, врага Индры, персонификация засухи, в образе змея или дракона стерегущего и сдерживающего воды), убитого Индрой. Упоминается в Ригведе (I.32.9):
Стала иссякать сила жизни у матери Вритры.

Индра метнул в неё смертельным оружием.

Родительница была сверху, и сын был снизу.

Дану лежит, словно корова с теленком.
В более позднем индуизме она становится одной из 50 дочерей Дакши, в числе 13 из них, которые были отданы в жёны Кашьяпе.

## В балийском каноне
Богине Дану Деви посвящены два храма на острове Бали (Индонезия): Улун Дану Братан на озере Bratan (Братан) и Улун Дану Батур на озере Batur (Батур) около местечка Penelokan (Пенелокан).

## Имя
В переводе её имя значит «дождь», «жидкость», «влага». Дану сравнивают с авестийским словом «дану» — «река», а также ранее связывали с названиями других рек — Дон, Дунай, Днепр, Днестр. Но современная лингвистика это отрицает.